# 前海街道
前海街道，是中华人民共和国新疆维吾尔自治区图木舒克市下辖的一个乡镇级行政单位。

## 行政区划
前海街道下辖以下地区：
虚拟社区。